# Трансильванская митрополия
Трансильванская митрополия (Ардяльская митрополия, рум. Mitropolia Ardealului, венг. Erdélyi Metropólia) — митрополия в составе Румынской православной церкви, действующая на территории Трансильвании. В 1864—1919 годах митрополия была автокефальной православной церковью, известной как Германштадтская митрополия.
В состав митрополии входят:
- Сибиуская архиепископия (управляется митрополитом)
- Архиепископия Алба-Юлии
- Ковасненская и Харгитская епархия
- Орадская епархия
- Девская и Хунедоарская епархия

## История
Первые документальные свидетельства о существовании православных епископских кафедр на территории Трансильвании датируются второй половиной XIV века. Так в 1376 году в надписи на стене монастыря Рымец упоминается архиепископ Геласий. В 1456 году упоминается Иоанн из Хунедоары, а в 1479 году — Иоанникий из села Нандру, которые возможно были митрополитами всей Трансильвании. С 1488 по 1550 год резиденцией четырёх трансильванских митрополитов был Феляк.
В 1541 году Трансильвания была занята турками, после чего резиденция митрополитов была перенесена в Джоаджу, а в 1572 году — в Алба-Юлию. В 1688 году Трансильвания оказалась под властью Империи Габсбургов. Австрийцы начинают работу по насаждению католицизма на этих землях. В феврале-марте 1697 года им удалось склонить митрополита Феофила (Сереми) к принятию унии, но в августе того же года он внезапно скончался. 22 января 1698 года в Бухаресте был хиротонисан новый митрополит Афанасий (Ангел). 7 октября того же года с 38 протопопами он принимает унию. В 1700 году кардинал Леопольд Коллонич рукополагает его в диакона и священника по латинскому обряду, а 25 июня 1701 года Афанасия поставили униатским епископом Алба-Юлии.
Уния не имела поддержки среди большинства духовенства и паствы. В 1696 году (впервые зафиксировано в письме от 5 сентября 1696 года) архиепископ Марамурешский (Мараморошский) Иосиф (Стойка) получает от несогласных с унией клириков титул экзарха «всей Угорской страны», хотя по другой версии он получил этот титул от Константинопольского патриарха ещё в 1693 году. По некоторым данным, в 1694 году владыка Иосиф заключил соглашение соглашение с кальвинистами (Трансильванской реформатской консисторией) о совместной борьбе экспансии католицизма. После отступничества митрополита Афанасия архиепископ Иосиф направляет ему обширное послание на румынском языке с обличением унии и папизма (текст не сохранился). Владыка Иосиф вёл активную антикатолическую деятельность, с его благословения проводятся антиуниатские церковные соборы. 5 марта 1705 года архиепископа Иосифа арестовывают и заключают при замке в Хусте. В конце 1706 года епископом Мараморошским был избран Иов (Цирка). Воспользовавшись Восстанием Ракоци, в начале 1707 года владыка Иов смог ненадолго восстановить митрополию в Алба-Юлии, а Афанасий (Ангел) был изгнан в Сибиу. По причине военных неудач венгров, в конце 1707 года Иов, заочно приговорённый австрийцами к смертной казни, бежал в Молдавское княжество. Иосиф (Стойка) продолжал нелегальную деятельность по окормлению православных общин до своей смерти в 1711 году.

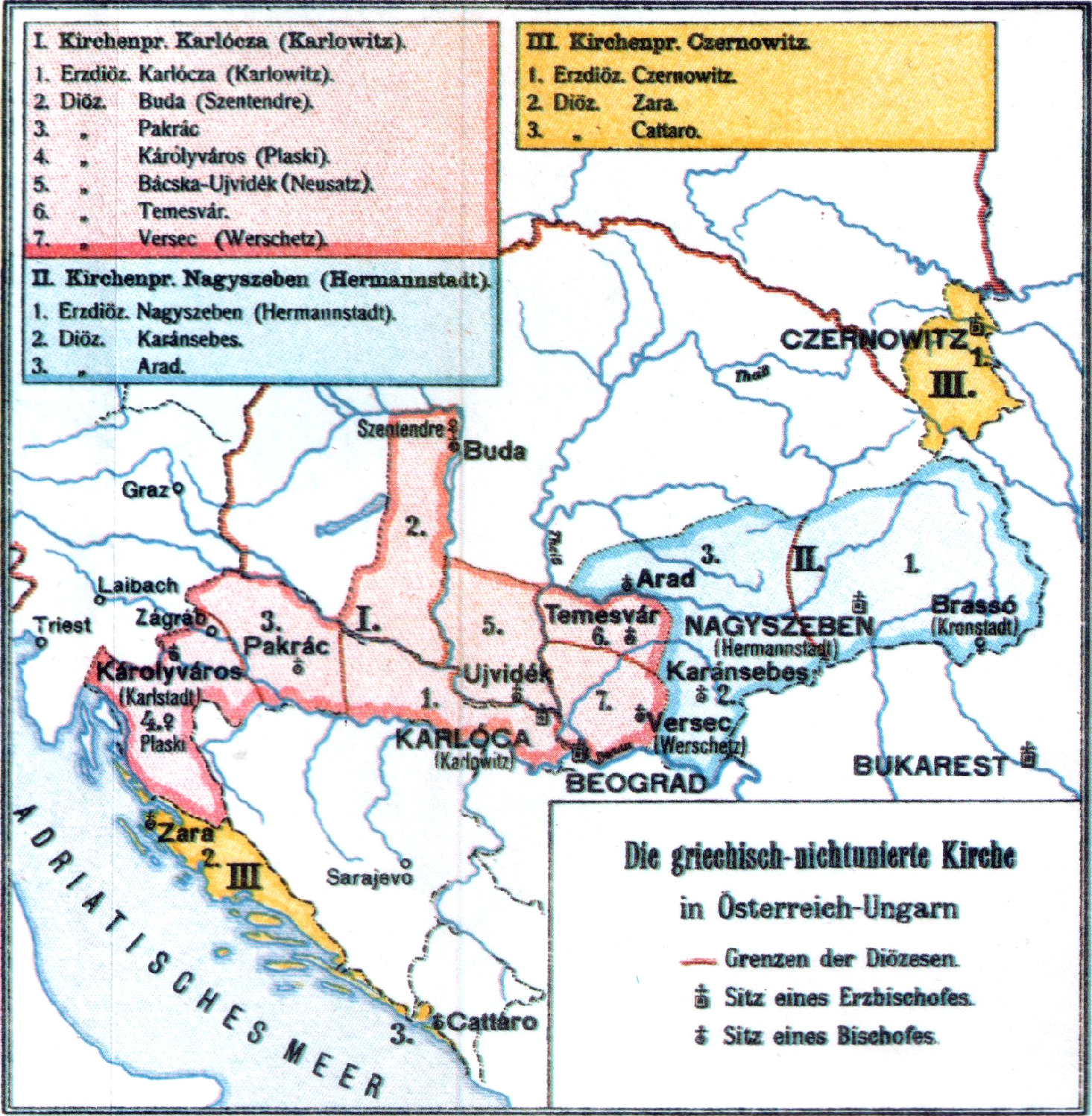
Административная структура Православной церкви в Австро-Венгрии (1909 год)

Православные Трансильвании оставались без епископского возглавления до 1761 года, когда была учреждена Сибиуская епархия Карловацкой митрополии. 12 декабря 1864 года Трансильванская митрополия была восстановлена как автокефальная Германштадтская митрополия с центром в городе Германштадт (Сибиу). В состав этой поместной церкви входили Сибиуская архиепископия, Карансебешская и Арадская епархии (см. иллюстрацию справа). В 1868 году принят «Органический статут» — устав церкви, которым она руководствовалась до своего упразднения в 1919 году
После присоединения Трансильвании к Румынии 1 декабря 1918 года судьба Германштадтской митрополии была предрешена. 23 апреля 1919 года Германштадтский синод принял решение о вхождении митрополии в Румынскую православную церковь в качестве её составной части.
7 ноября 1939 года в составе Трансильванской митрополии образована Тимишоарская епархия (с апреля 1947 года — архиепископия). В июле 1947 года из Трансильванской митрополии выделена новая Банатская митрополия, в которую вошли Тимишоарская архиепископия и Карансебешская епархия. В 1949 году в Банатскую митрополию передана Арадская епархия, в состав которой в свою очередь включили Хунедоарский уезд.
4 ноября 2005 года из состава Трансильванской митрополии была выделена Митрополия Клужа, Албы, Кришаны и Марамуреша (Клужская митрополия). Это было следствием внутренней борьбы среди иерархов Румынской православной церкви, возникшей после смерти митрополита Трансильванского Антония (Плэмэдялэ) 29 августа того же года. Фактически новой митрополии передали практически всю Трансильванскую митрополии, за исключением Сибиуской архиепископии и Епархии Ковасны и Харгиты. В феврале 2012 года архиепископия Алба-Юлии и Орадская епархия из Клужской митрополии, а также Девская и Хунедоарская епархия из Банатской митрополии были возвращены в юрисдикцию Трансильванской митрополии.

## Митрополиты
- Иоанн (упом. 1456)
- Иоанникий (упом. 1479)
- Варлаам (упом. 1537)
- Стефан (упом. 1557)
- Геннадий (упом. 1560 и возможно до 1580)
- Иоанн Прислопский (1585—1605)
- Феоктист (1605—1622)
- Досифей (1622—1627)
- Геннадий (1627—1640)
- Илия (Иорест) (1640—1643)
- Симеон (Стефан) (1643—1656)
- Савва (Бранкович) (1656—1680)
- Иосиф (1680—1682)
- Иоасаф (1682—1683)
- Савва (1684—1687)
- Варлаам (1687—1693)
- Феофил (Сереми) (1693—1697)
- Афанасий (Ангел) (22 января — 7 октября 1698)
- Иов (Цирка) (1707)

В автокефальной Германштадтской митрополии
Митрополиты предстоятели
- Андрей (Шагуна) (12 декабря 1864 — 28 июня 1873)
- Прокопий (Ивачкович) (7 сентября 1873 — 31 июля 1874)
- Мирон (Романул) (21 ноября 1874 — 16 октября 1898)
- Иоанн (Мециану) (31 декабря 1898 — 3 февраля 1916)
- Василий (Мангра) (29 октября 1916 — 14 октября 1918)

В Румынской православной церкви
- Иоанн (Папп) (октябрь 1918 — май 1920) в/у, еп. Арадский
- Николай (Бэлан) (30 мая 1920 — 6 августа 1955)
- Иустин (Моисеску) (15 марта 1956 — 19 января 1957)
- Николай (Колан) (23 мая 1957 — 15 апреля 1967)
- Николай (Младин) (8 июня 1967 — 1 августа 1981)
- Антоний (Плэмэдялэ) (7 февраля 1982 — 29 августа 2005)
- Лаврентий (Стреза) (с 13 ноября 2005 года)